# Nokomis Montes
I Nokomis Montes sono una struttura geologica della superficie di Venere.